# Rhogogaster chlorosoma
Rhogogaster chlorosoma är en stekelart som beskrevs av Benson 1943. Rhogogaster chlorosoma ingår i släktet Rhogogaster, och familjen bladsteklar. Det är osäkert om arten förekommer i Sverige.